# Kalli (Valjala)
Kalli – wieś w Estonii, w prowincji Sarema, w gminie Valjala.